# Shen Yu
Shen Yu 沈豫 (? – ?)  aus Xiaoshan 萧山 (gehört heute zu Zhejiang) war ein chinesischer Gelehrter zur Zeit der Daoguang-Ära (1821–1850)  der Qing-Dynastie. 
Seine Schriften Qunshu zayi 群书杂义 und Qiuyin zaji 秋阴杂记 sind in seiner Sammlung Eshu tang ji 蛾术堂集 enthalten, sie wurden auch vom Hanyu da zidian herangezogen.
Sein Buch Huang Qing jingjie tiyao 皇清经解提要 (Zusammenfassung zum Huang Qing jingjie) wurde den Angaben des Zhongguo chuantong jingdian yu jieshi (Chinesische Tradition: Klassiker und Interpretation) zufolge mit der Absicht geschrieben, zukünftige Studenten bei der Lektüre des  Huang Qing jingjie anzuleiten. In dem Buch umreiße Shen Yu den Hauptinhalt jedes Werkes über die Auslegung der klassischen Bücher, die akademische Herkunft des Autors, weise auf die Merkmale des Buches hin und bewerte seinen Wert und seine Unzulänglichkeiten. In gewisser Weise könne es als "Lehrbuch für Anfänger dienen".
Der Autorin Shelly Xue zufolge ist Shen Yu in seinem Qunshu zayi der erste, der über Schneeflockenglas (fei xuedi 霏雪地) berichtet, sie zitiert ihn mit den Worten: “The most popular type [of snuff bottle] is red overlaid glass. Among these, glass with lotus root powder ground is the best.”